# Фудзівара но Тойонарі
Фудзівара но Тойонарі (704 — 12 січня 766) — середньовічний японський державний діяч періоду Нара.

## Життєпис
Походив з аристократичного роду Фудзівара, його Південної гілки (Нанке). Старший син Фудзівара но Мутімаро, Лівого міністра, та Сада-хіме. Народився у 704 році. Здобув гарну освіту в Школі чиновників. Десь на початку 720-х років отримує старший шостий ранг. 723 році призначається чиновником-виконавцем (удонері) до міністерства війни. Вже 725 року отримав нижчий ступінь молодшого п'ятого рангу. Незабаром призначено другим помічником (хйобу-сьо) міністра війни.
732 року надано вищий ступінь молодшого п'ятого рангу, а 737 року — старший п'ятий ранг та молодший четвертий ранг. 737 року отримав посаду радника (увійшов до Гісейкану — вищої ради з вирішення державних завдань) й очолив Міністерство війни. Смерть батька та стрийко у тому ж році завдало значного удару просуванню кар'єрними щаблями усіх представників клану Фудзівара. В результаті Фудзівара но Тойонарі залишився єдиним представником свого роду в Гісейкані.
У 739 році разом з братом Накамаро почав відновлювати позиції клану при дворі. Того ж року отримав старший четвертий ранг. 740 року призначено Правим генералом імператорської гвардії та очільником Центрального міністерства. 743 року стає власником молодшого третього рангу. Також призначено середнім державним радником. 746 року стає сайкайдо-сецудоші (військовим губернатором з широкими повноваженнями — на кшталт китайського цзєдуши) над краєм Токайдо́. 748 року отримав молодший другий ранг.
У 749 році внаслідок суттєвого посилення молодшого брата Накамаро (став головою Управління палацу імператриці — Сібітюйдай), Фудзівара но Тойонарі призначено Правим міністром. Втім поступового Тойнарі вступає у конфлікт з братом Накамаро, оскільки останній перетягнув повноваження у Гісейкан до Сібітюйдаю. Для боротьби з останнім Фудзівара но Тойонарі уклав союз із татібано но Морое (був одружений з тіткою Тойонарі Накамаро). 754 року Тойонарі призначено сайкайдо-сецудоші над краєм Тосандо. Але у 755 році Татібана позбавлена посади очільника Дадзьокана.
757 року Фудзівара но Тойонарі надано старший другий ранг, проте згодом переведено з посади Правого міністра на посаду очільника Дадзайфу. Це було пов'язано з тим, що начебто знаючи про змову проти Фудзівара но Накамаро і спадкоємця трону Ооі він не повідомив.
764 році після повалення Фудзівара но Накамаро, Тойонарі повертається на посаду Правого міністра й отримує молодший перший ранг. Втім у 765 року через хворобу йде у відставку. Помирає у січні 766 року.

## Родина
- Фудзівара но Мурадзі
- Фудзівара но Цуґінава (727—796)
- Фудзівара но Отонава (д/н—781)
- Фудзівара но Тадамаро (729—780)
- Чудзьо-хіме (753?–781?), буддистська черниця